# Murska Sobota
Murska Sobota é uma (em alemão:  Olsnitz) cidade e município urbano da Eslovênia. A sede do município fica na cidade de mesmo nome.
Murska Sobota é um de 19.409 habitantes (estimativa 2010) no nordeste da Eslovénia. Está localizada a cerca de 15 quilómetros das fronteiras da Áustria, Croácia e Hungria. O rio Mura passa perto da cidade, e toda a área é plana, algo raro num país montanhoso como a Eslovénia. É o local com verões mais quentes (+30 °C) e invernos mais frios do país (-20 °C). A maior parte da população fala a língua eslovena, havendo minorias húngaras e ciganas. As principais actividades da cidade são o comércio e o turismo termal.